# Подол (Харьков)

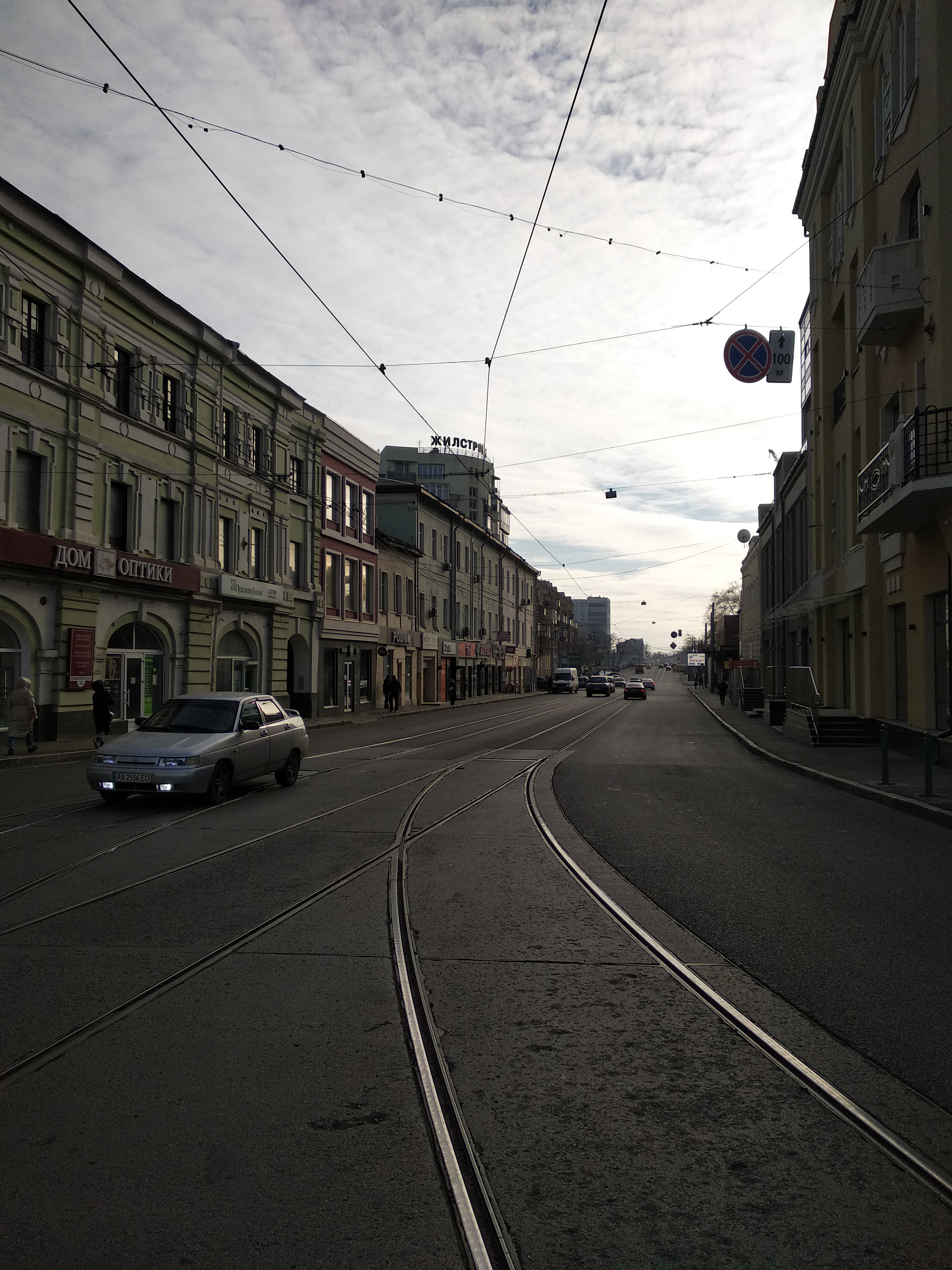
Университетская улица

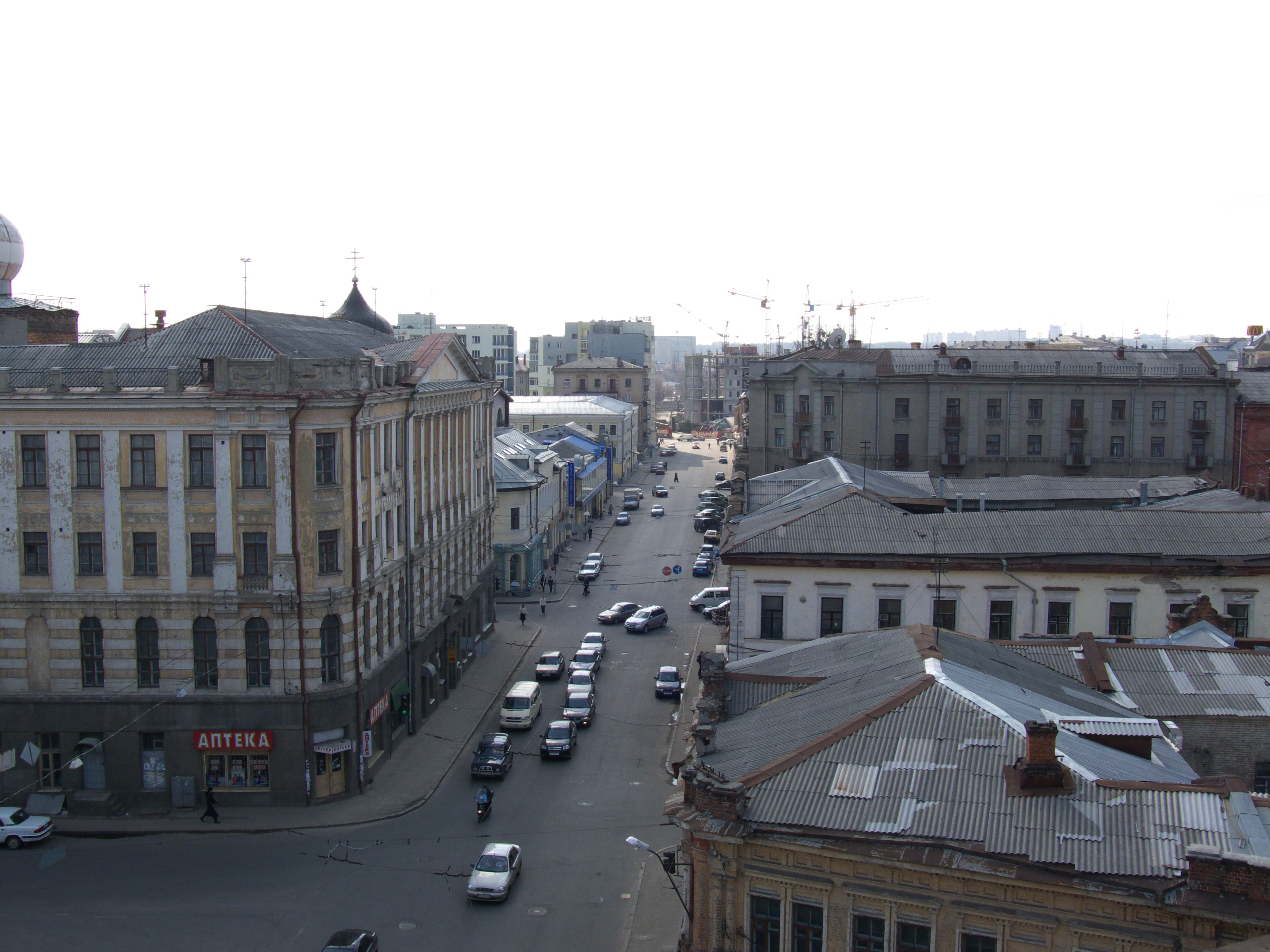
Кооперативная улица

Подол — исторический район в центре города, ограниченный реками Харьков и Лопань, а также Армянским переулком и Павловской площадью. Возник в середине XVII века, вскоре после постройки Харьковской крепости на Университетской горке. Этот район включает в себя Кооперативную улицу с близлежащими улицами и переулками. Значительная часть застройки — дома XIX века. Исторически Подол был преимущественно торгово-ремесленным районом.

## Харьковская крепость
Разделение, как район города Харькова возникло сразу с построением крепости. На территории крепости люди не жили. Здесь размещались административные и хозяйственные учреждения, соборная церковь. Жилые дома строили в близлежащих слободах. Уже в 1650-е годы началось заселение территории между крепостной стеной и рекой Харьков, получившей название Подол.
В XVII веке пригород окружала стена из дубовых кольев, но более надежной защитой выступали находившиеся вокруг реки и болота. По руслу реки Харьков находились 5 островов, 3 из которых размещались в районе Подола. Большие острова имели собственные названия и использовались харьковчанами.
Дмитрий Багалей и Дмитрий Миллер в книге «История города Харькова за 250 лет его существования» отмечали, что в XVIII веке Харьков состоял из городской части — территория Университетской горки, где в XVII веке существовала крепость, непосредственно примыкавшая к ней Подол, Захарковская и Залопанская слободы.

## Река Харьков
Природной границей Подола служила река Харьков. В XVII—XVIII веках река выглядела по-другому. В междуречье размещались шесть озёр, одно — в районе Университетской улицы. Местность Подола была болотистой и сырой, что приводило к наводнениям. Для борьбы с затоплениями укрепили берега Харькова и Лопань, изменили их русла, а болота осушили.
На Васильевском острове, существовавшем до первой половины XIX века, наряду с современным Подольским мостом, устраивались праздничные гуляния и отдыхали горожане. При проведении гидротехнических работ остров исчез с карты Харькова. Русло реки Харьков делало петлю в южном направлении, достигая современной Гольдберговской улицы, и возвращалось обратно. Ближе к городу размещался пролив, который называли Нетеча . В книге «История города Харькова за 250 лет его существования» Дмитрий Багалий и Дмитрий Миллер приводят описание течения реки в XVIII веке.
С конца XVIII века русло реки Харьков выглядит современно. Название Нетечь закрепляется уже за рядом болот и озёр, оставшихся от прежнего течения г. Харьков. Это название сохранилось на карте — в названиях Нетеченской набережной, улицы и бульвара.

## Особенности застройки
В XVII и XVIII веках дома на Подоле строили преимущественно из деревянных, низких домов-мазанок. В одной половине дома жили хозяева, а в другой держали для гостей.
В XVIII веке возникают каменные двухэтажные дома. С 1768 года строительство на Подоле в Харькове становится более организованным. Современный вид район приобрел во второй половине XIX века в ансамбле улиц Кооперативной, Кузнечной и точных переулков.
Разделение оставалось одним из самых густонаселенных районов Харькова. Здесь селились казаки и мещане городской сотни, ремесленники и купцы. На Подоле был собственный рынок — Сенный, а с конца XVIII века — Рыбный. Возрастало количество лавок, земли переходили в собственность харьковских купцов. Часть Плетневского переулка, в XIX веке принадлежала купцу Ломакину, затем купцам Костюрину и Боровкову.

## Павловская площадь
Архитектурным памятником Подола стал большой дом купца Павлова, с 1830-х годов он дал название площади — Павловский. В 1868—1874 гг. в нём размещался Малый театр, позже отель «Гранд-Отель». Павловская площадь считается одной из старейших в городе. Она возникла на месте базарной ярмарки. Именно здесь была главная торговая площадка города, которую позже переместили на территорию современного Центрального рынка. На этой площади проводились ежегодные Покровская и Успенская ярмарки. В конце 1830-х годов купец Савелий Павлов, начавший кондитерское производство в Харькове, построил на площади каменный магазин. В это время площадь стали называть Павловской.

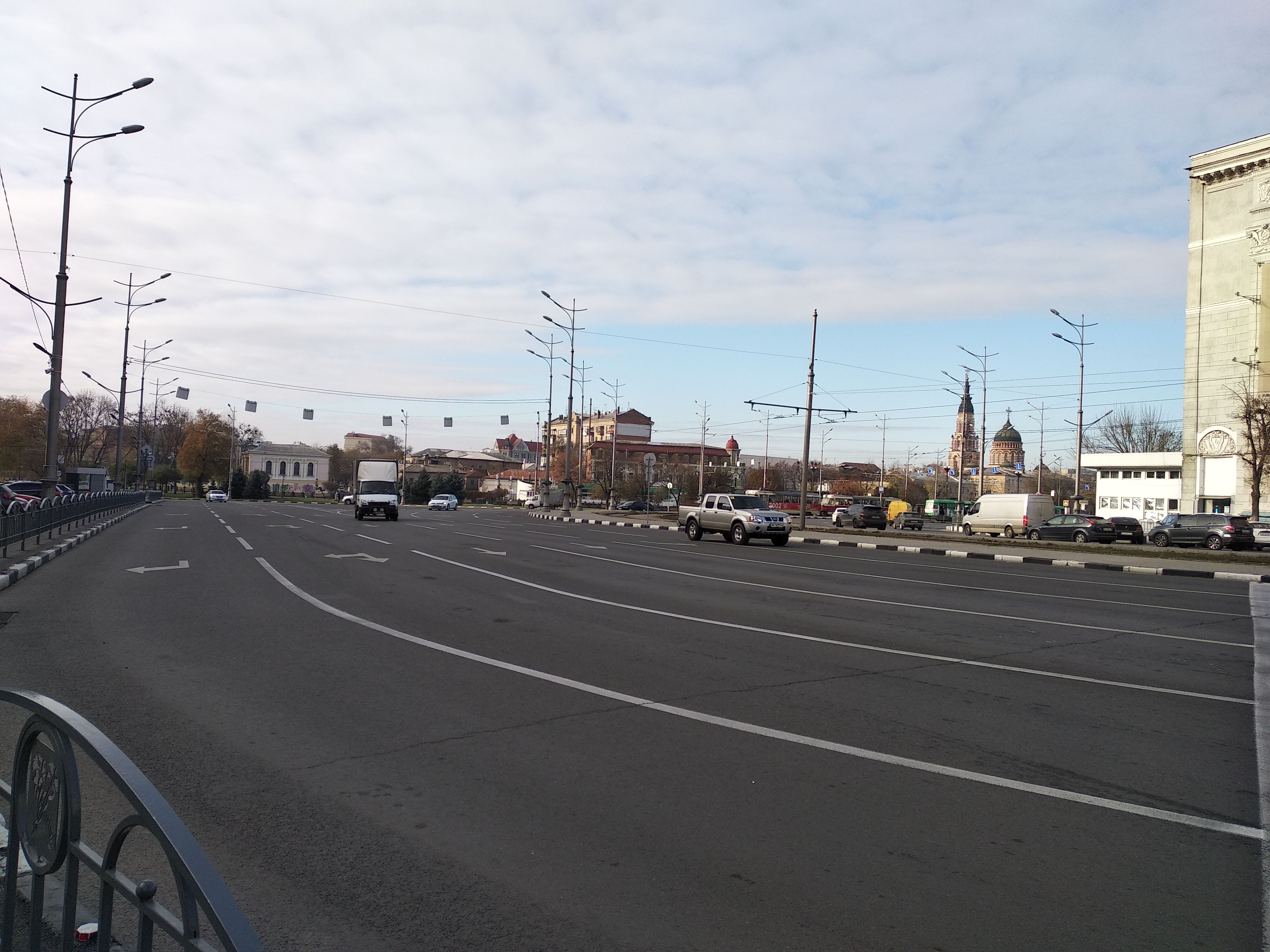
Павловская площадь

Павлов начал и введение фиксированных цен в городе. На базарах тогда не было цен на товары, приходилось торговаться. Павлов заявил, что торги очень утомляют и установил в собственном магазине фиксированные цены. Он выкупил целое поле на другом краю города. Эту территорию сейчас называют Павловым Полем. На Павловской площади размещался верстовой столб. В народе его называли «позорным»: рядом с ним секли воришек и неверных жен.

## Троицкая церковь
Одним из старейших построек Харьковского Подола является Троицкая церковь в Троицком переулке. Первый деревянный храм существовал здесь с 1659 года. В 1758—1764 годах построили новую трибанную каменную церковь со связанной с ней колокольней. Это храмовое здание в неизменном виде просуществовало столетие.
Архитектура церкви не менялась, а внешний вид харьковских улиц претерпел изменения. Вымощенные камнем в начале XIX века улицы Подола начали подниматься над уровнем площади, где стоял храм. Во время оттепелей и сильных дождей вода с Рыбной улицы затапливала церковь. В 1850-х годах стала необходимость в строительстве нового здания для Троицкой церкви, фундамент нового храма был заложен 7 июля 1857 года . Автором проекта новой Троицкой церкви выступил харьковский городской архитектор, академик архитектуры Андрей Тон. Строительство длилось около двух лет. Ещё 2 года занимались внутренней отделкой храма. Освящение главного престола состоялось 24 сентября 1861 года. В 1917 году Троицкий храм прекратил свое существование, а в здании приступила к работе хлебопекарня. Только в 1992 году здание церкви передано епархии и в нём возобновлены богослужения.

## Улицы и площади
Кооперативная улица
Кооперативная улица (историческое название Рыбная улица) является центральной и старейшей улица харьковского Подола. Её возникновение достигает конца XVII века, когда она называлась Подольской. В XVII—XVIII веках здесь торговали сеном. В середине XIX века на улице появились магазины рыбопромышленников из Ростова-на-Дону, а в её западной части появился обширный Рыбный рынок. Рыбные ряды просуществовали на этом месте до 1960 года. В XX веке на улице начал работу Центральный рабочий кооператив сменилось назначение других зданий, появляются финансовые и государственные учреждения.

### Кузнечная улица

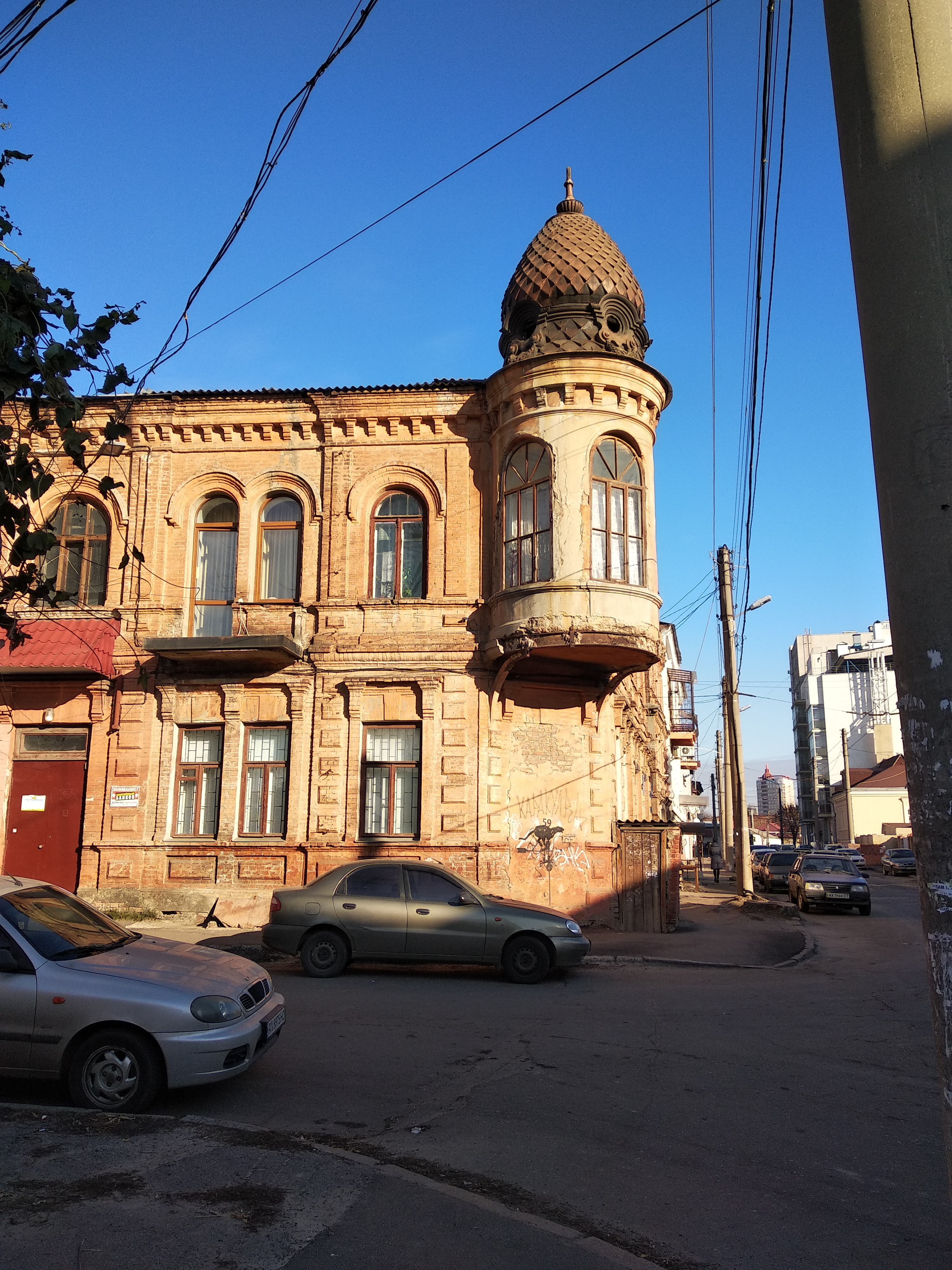
Кузнечная улица

Кузнечная улица появилась в конце XVII века. В начале XVIII века, когда Подол был обнесен валом и рвом, вблизи Лопатинского переулка стояла сторожевая башня. Долгое время улица не имела названия. Только в 1763 году в связи с перенесением сюда кузнечных рядов её стали называть Кузнечной. Здесь была построена первая в Харькове электрическая станция, снабдившая город электроэнергией.

### Плетневский переулок
Плетневский переулок объединяет Кузнечную улицу и Павловскую площадь. Дом № 7. Строительство было закончено в 1916 г. Стиль — модерн. Архитектор — Гинзбург Александр Маркович (1876—1949). Раньше это был жилой дом, ныне в нем располагается 24-я Детская городская клиническая больница (стационарное отделение).

### Переулок Короленко
Переулок Короленко (исторически Николаевский переулок). В 1921 году переулок назван именем русского писателя Владимира Короленко. Район между современным проспектом Героев Харькова, переулком Короленко и Кооперативной улицей занимало озеро. На углу переулка и нынешнего проспекта, находилась большая усадьба, принадлежавшая, по данным 1783 года, Харьковскому казенному училищу.

### Костюринский переулок
Сергей Костюрин, в честь которого назван Костюринский переулок, был одним из самых успешных купцов первой гильдии в середине 19 века. Костюрин несколько раз избирался на должность гласного Городской Думы и два трехлетних срока был мэром, а также известным меценатом. С. Костюрин приложил усилия ко многим важным зданиям в городе, делал много пожертвований.

### Лопатинский переулок
Лопатинский переулок появился в конце XVIII века. Существенную роль в планировании улиц сыграли новые владельцы дворовых мест, торговцы, для которых близость к месту проведения базаров и ярмарка была в приоритете. Это сыграло роль в застройке Подола. Лопатинская улица (сейчас — переулок) в 1804 году получила имя коллежского асессора Бориса Лопатинского. Домовладение под № 4 по Лопатинскому переулку сохранилось. Сегодня это здание входит в число памятников архитектуры, но нуждается в реставрации.

## Известные здания
- Центральный универмаг (дом № 1/3) был построен в 1933 г. на месте торговых рядов и стал первым в Харькове. Архитектором первого проекта был А. В. Линецкий.
- Девятиэтажный жилой дом № 5 (дом Гипрококса) с магазинами расположен между улицами Квитки-Основьяненко и Университетской. Построен в 1954—1955 гг., архитектуры дома — В. П. Костенко, Б. Г. Клейн и Н. В. Згурская.
- Дом № 10 построен в 1910—1913 годах архитекторами Н. В. Васильевым и А. И. Ржепишевский. В нём размещаются банки, офисы, конторы и магазины,
- Дом 4, Харьков был отель «Астория» . Одно из первых в городе построек с железобетонным каркасом сочетает конструкции с большим количеством скульптур (атланты) и украшений. Общий силуэт дома определяется высоким фронтоном над главным выходом, разновысокими эркерами и угловым куполом.
- Дом № 6 — Торгово-финансовый техникум и закусочная «Макдональдс».
- Жилой дом № 4 построен как Крестьянский дом в 1912 г. архитектором Б. Н. Корнеенко, и потому имеет черты украинской народной архитектуры. В нише помещен бюст Т. Шевченко.

### Харьковская кенасса
Харьковская кенасса — культовое сооружение караимов, памятник архитектуры конца XIX века. Местонахождение г. Харьков, угол Подольского переулка и Кузнечной улицы № 24.
На Поделе первые караимские семьи поселились в 40-х годах XIX века. Харьковская караимская кенасса появилась в 1853 году в Подольском переулке и размещалась в частном доме Измайловых. Молитвенный дом караимов был утвержден правительством в 1873 году. В 1891—1893 гг. на углу Подольского переулка и Кузнечной улицы на средства караимских семей по проекту известного архитектора Б. С. Покровского была построена караимская кенаса.

## Галерея

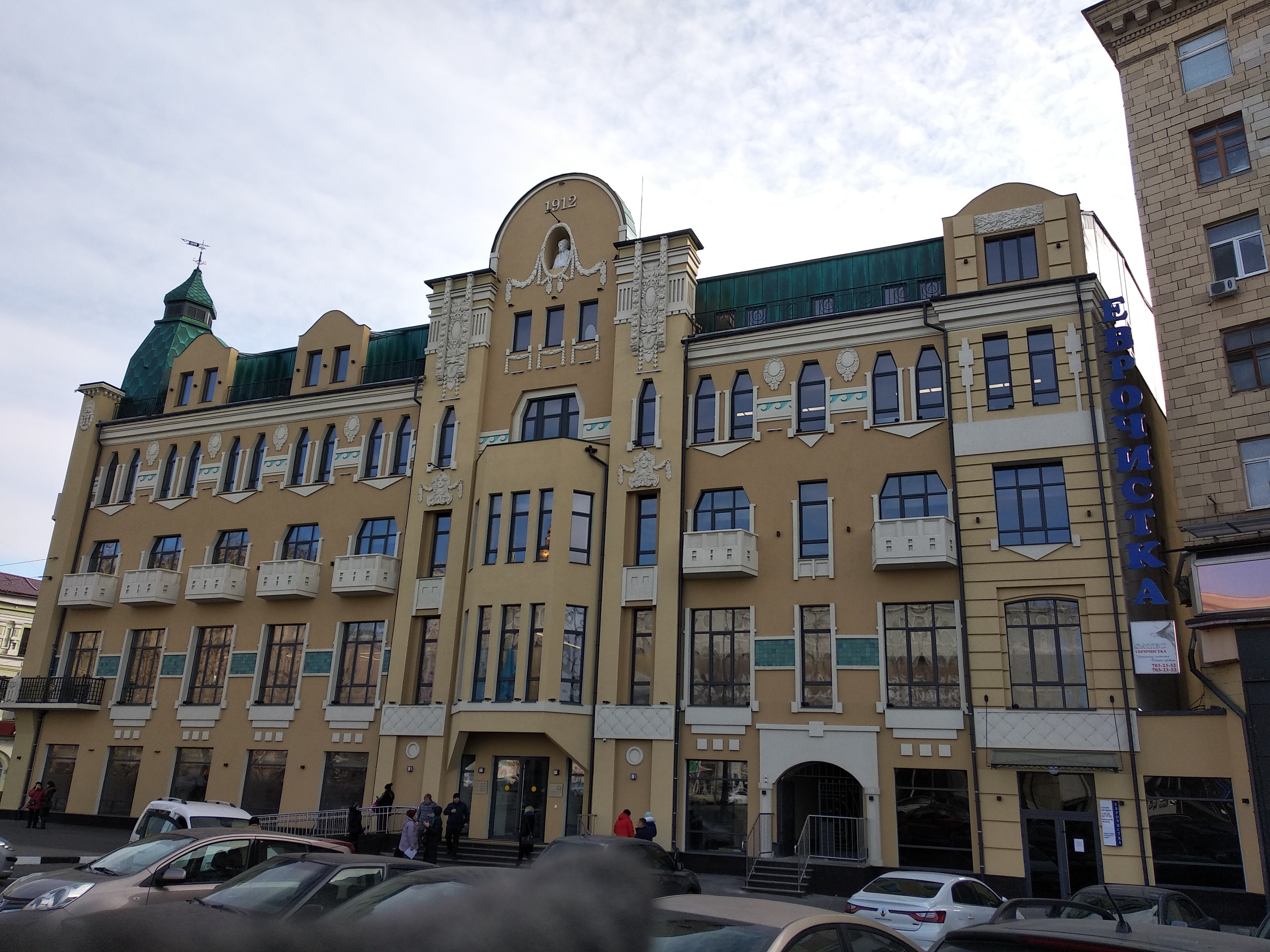
Павловская площадь, 4
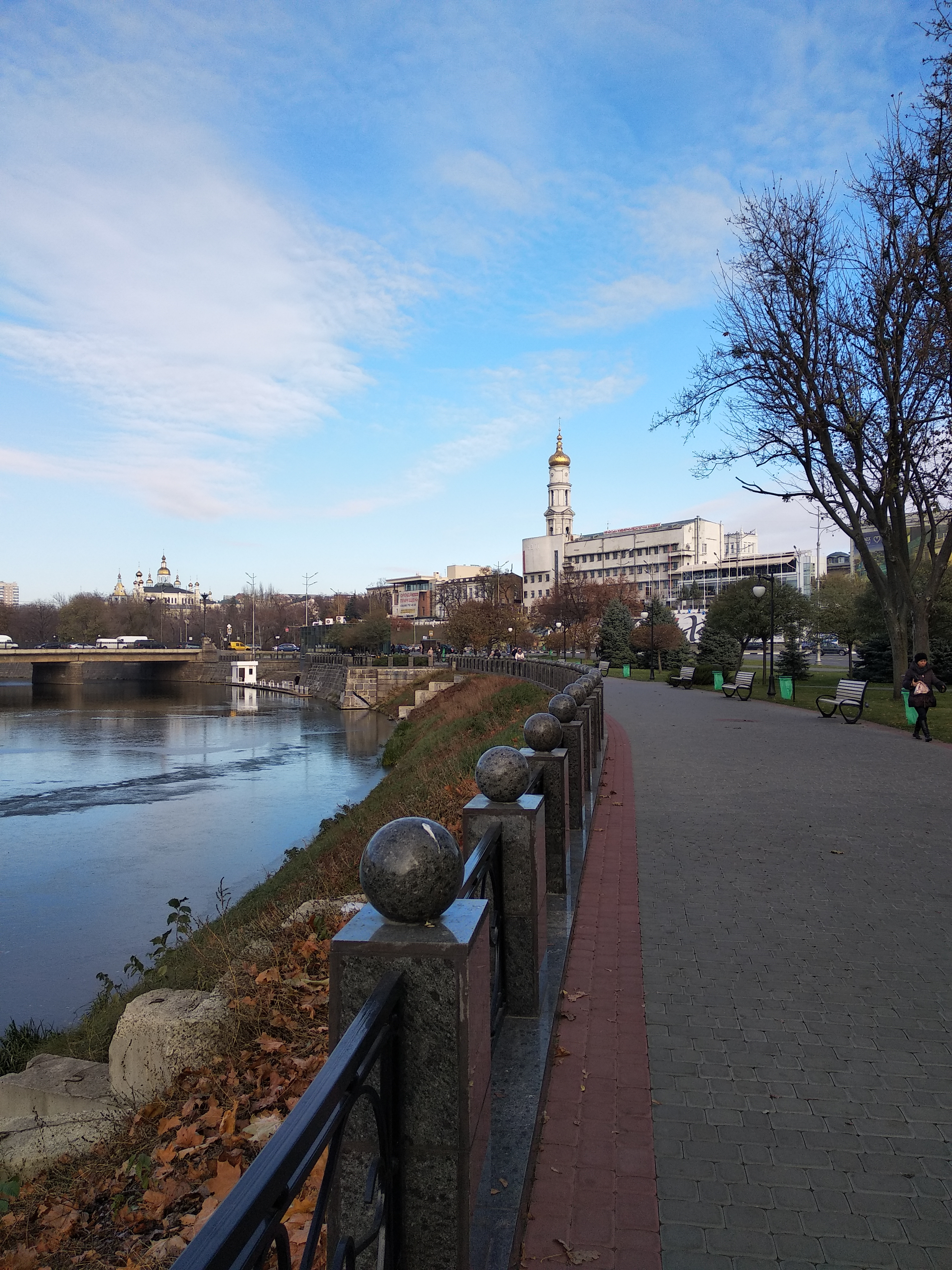
Набережная. Парк "Стрелка".
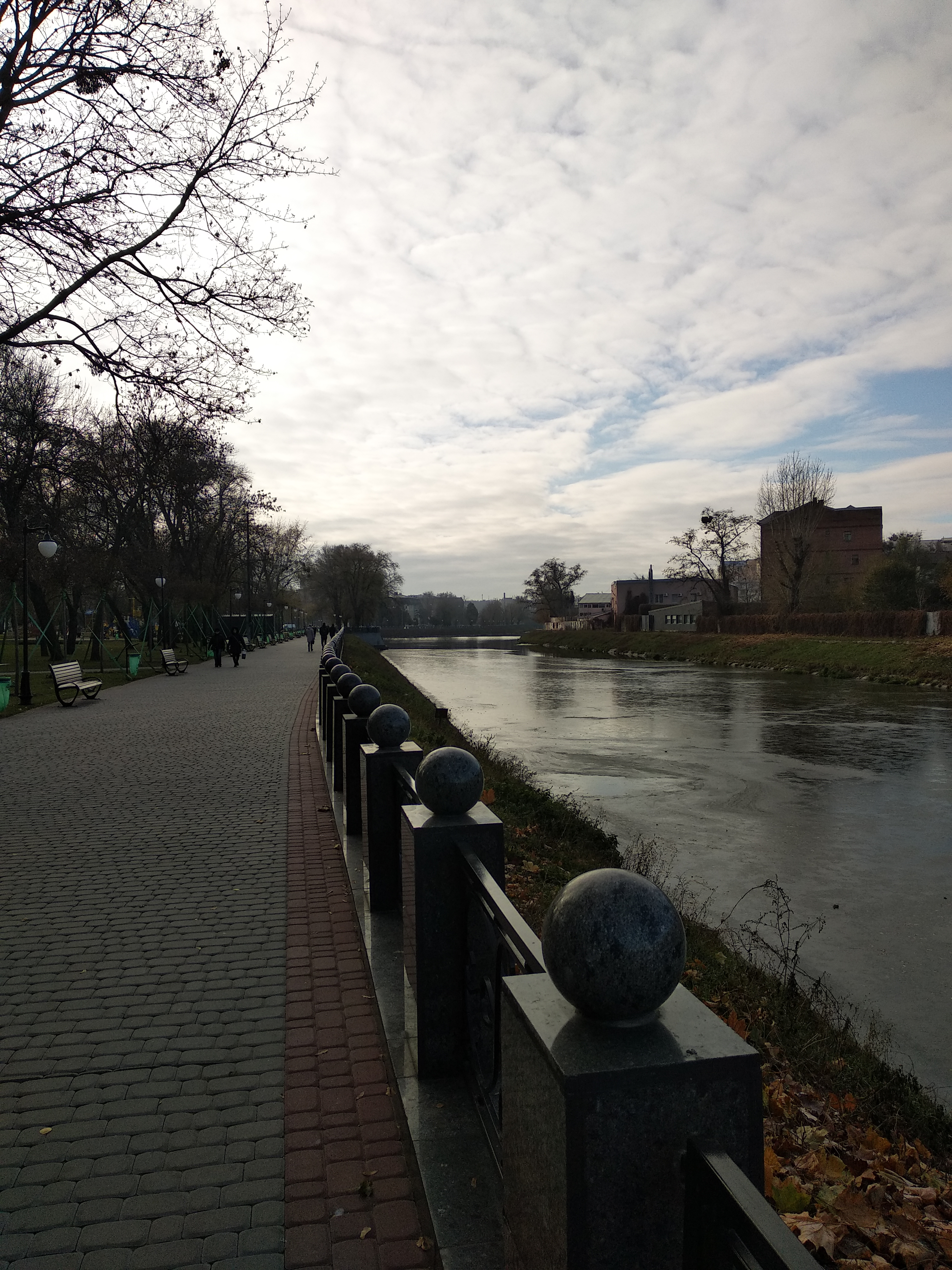
Любимое место отдыха харьковчан – набережная.
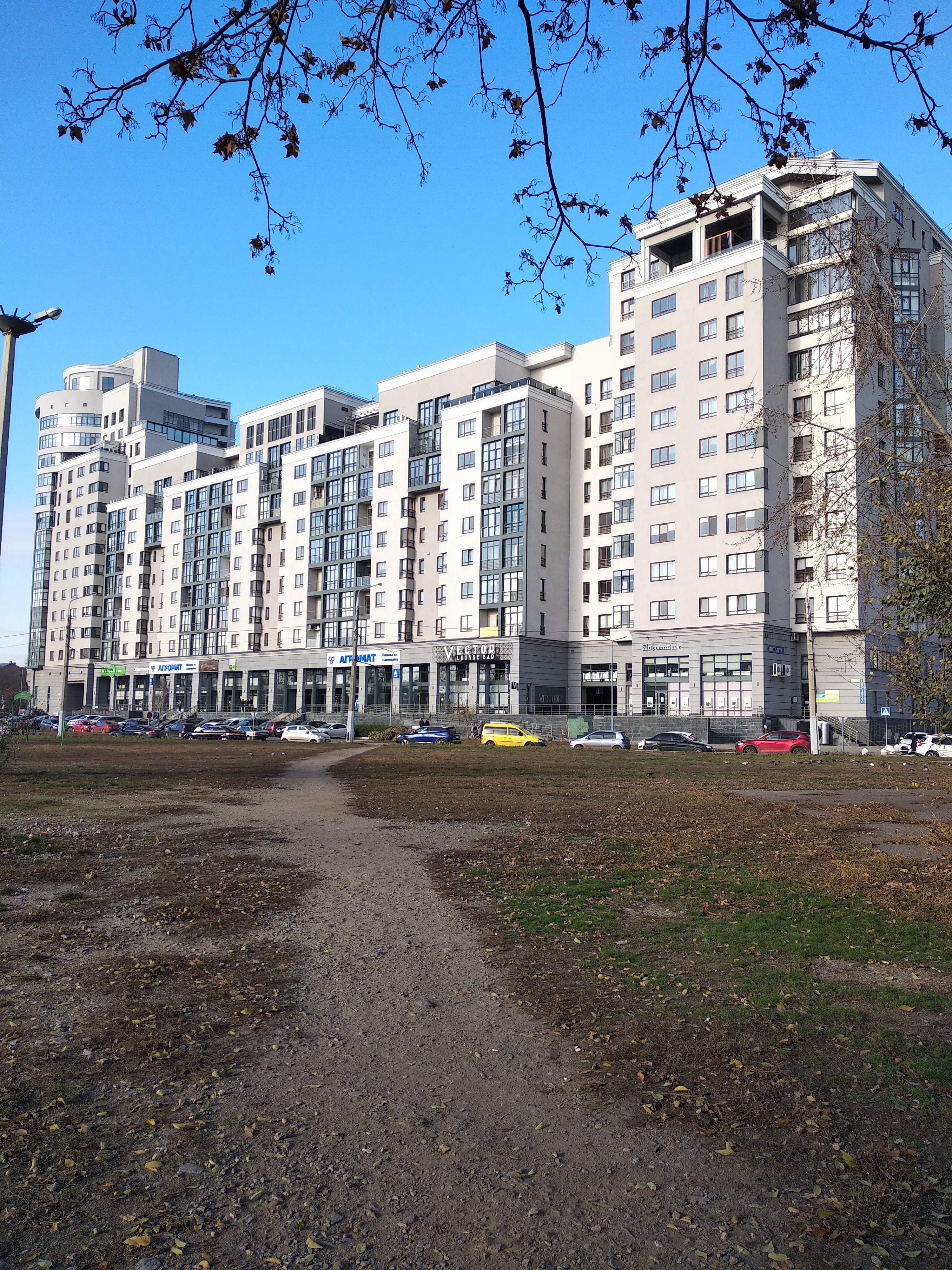
Переулок Банный, 1. Современная застройка Харьковского подола.
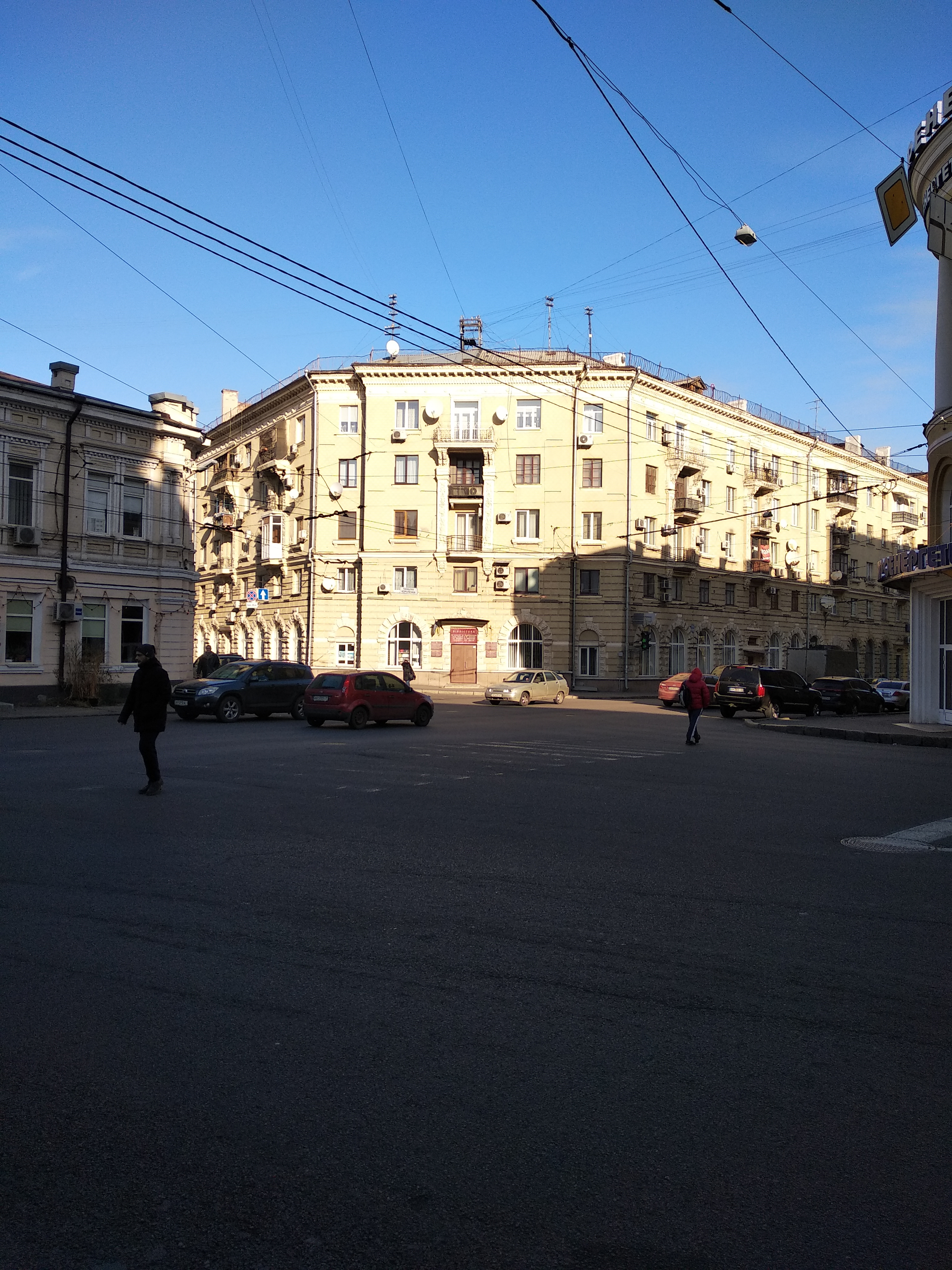
Улица Кооперативная 13. В этом здании находится Харьковская областная универсальная научная библиотека
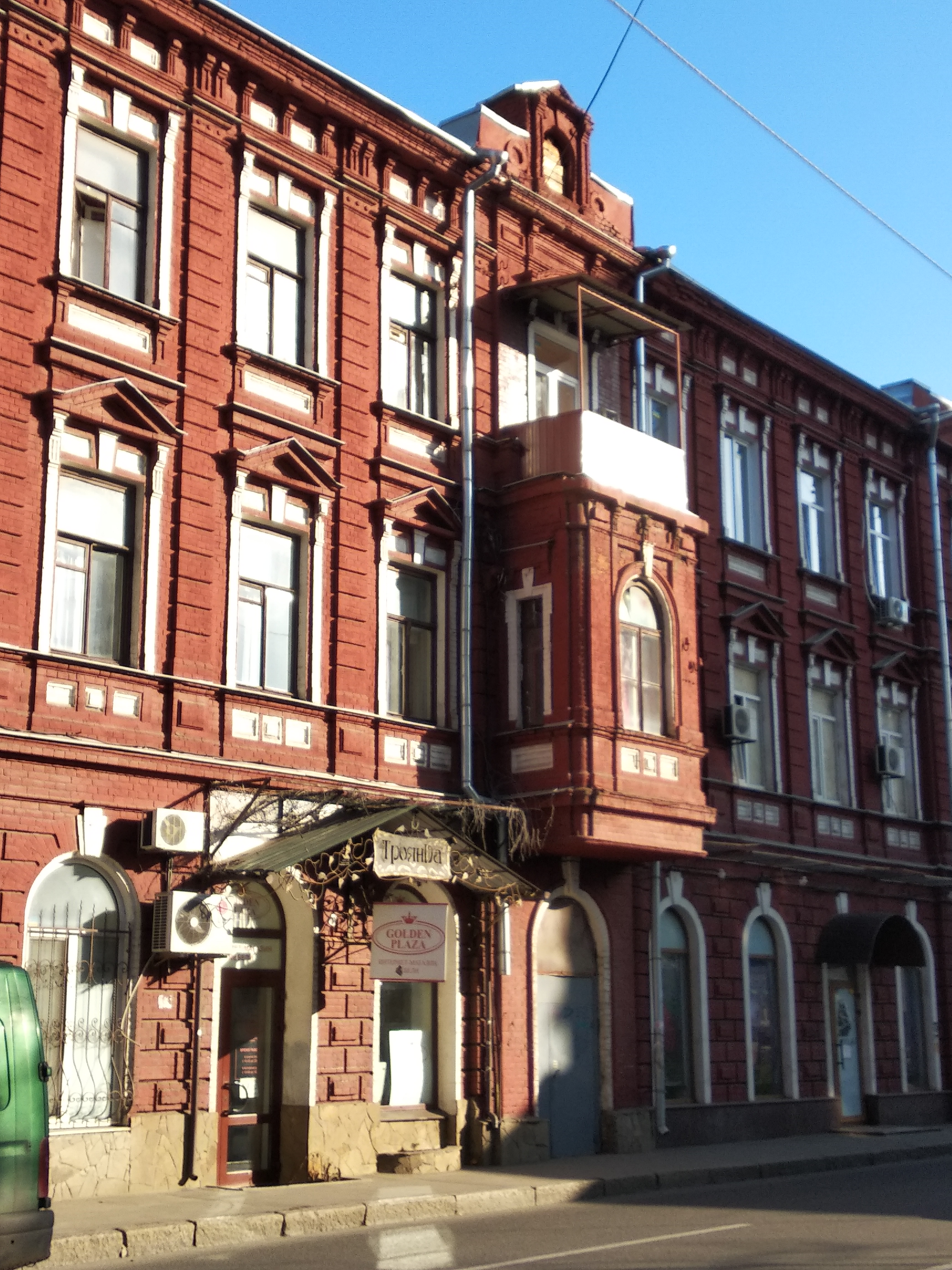
Дом XIX века. Переулок Подольский.